# Marcipa transversata
Marcipa transversata är en fjärilsart som beskrevs av Holland 1894. Marcipa transversata ingår i släktet Marcipa och familjen nattflyn. Inga underarter finns listade i Catalogue of Life.